# Diglyphus pusztensis
Diglyphus pusztensis är en stekelart som först beskrevs av Erdös och Novicky 1951.  Diglyphus pusztensis ingår i släktet Diglyphus, och familjen finglanssteklar. Arten är reproducerande i Sverige.